# 不動産経営管理士
不動産経営管理士（ふどうさんけいえいかんりし、Certified Property Manager、CPM）とは、全米不動産管理協会（IREM）が認定する不動産経営管理の資格である。

## 概要
CPMとは、全米不動産管理協会（IREM）が認定する不動産経営管理士（Certified Property Manager）のことで、プロパティーマネジメント業務に従事する人に対してIREMが認定した教育課程を修了し、一定の試験に合格したものにIREMから与えられる称号である。

## 歴史
1933年、大恐慌の中、米国において全米不動産管理協会が創設される。家賃収入のある不動産の抵当権の多くが償却され、こうした建物を管理する有能な管理者が不足した為、業界の倫理規定及び業務基準を定めることを目的としていた。
1938年、協会はより高い業務基準を求めるニーズに対処するため、不動産経営管理士（CPM）の称号を設ける。この際、IREM会員は、認定資格を会社としてではなく個人のみを対象にすることとした為、以降IREMは会員を個人に制限したプロフェッショナルな協会として展開することとなる。

## 特徴
CPMは、あらゆる種類の不動産（住宅、商業、小売、工業など）の大口ポートフォリオに従事する不動産および資産管理者専用に開発された総合プログラムである。この資格を達成した者は、高水準の技能と経験、優れた学歴、類を見ない卓越した水準を示すと言われる。また、米国の投資家及びオーナーは、不動産管理業界の他のいかなる資格よりCPMの称号を好む、と言われている。